# Штренг, Иоганн Август
Иоганн Август Штренг (нем. Johann August Streng; 4 февраля 1830, Франкфурт-на-Майне — 7 января 1897, Гисен) — немецкий минералог, химик и геолог, дальний родственник знаменитого поэта Иоганна Вольфганга фон Гёте.

## Биография

### Детство, семья и происхождение
Иоганн Август Штренг родился 4 февраля 1830 года в семье франкфуртского купца Иоганнеса Штренга (1780—1843) и его жены Евы Розины Штренг (урождённой Ройл; 1795―1830), его дедом был купец Иоганн Людвиг Штренг (1754—1817). Его семья имела родственные связи с Иоганном Вольфгангом фон Гёте, прабабушкой которого была Анна Маргарета Штренг (1638—1709), а кузина Корнелия (1726—1799) в 1749 году вышла замуж за купца Ульриха Томаса Штренга (1712―1777), его прапрадедом был Герман Якоб Гёте (1697—1761), который приходился сводным братом Иоганну Каспару Гёте и дядей знаменитому поэту. Штренг, принадлежавший к протестантской профессии профессии, первым браком женился примерно в 1853 году на Софии Штайервальд (1830—1866). После смерти первой жены 1 августа 1868 года Штренг женился в Гисене на Каролине Фридерике Элеоноре Элизабет Меттенхаймер, дочери доктора Иоганна Фридриха Вильгельма Меттенхаймера, аптекаря из Гисена и его жены Луизы Меттенхаймер (урождённой Кемпф).

### Жизнь и творчество
Иоганн Август Штренг учился в гимназии во Франкфурте-на-Майне, а с 1848 года изучал химию в университете Карлсруэ, а затем у Роберта Вильгельма Бунзена в Марбурге. В 1852 году в качестве помощника Бунзена он отправился с ним в Гейдельберг, где в 1853 году получил степень хабилитации. В 1862 году он стал профессором химии в Горной академии Клаусталя, а в 1867 году - профессором минералогии в Гисене. С 1878 по 1879 год он был ректором Гисенского уинверсита. В 1895 году он был удостоен почётного звания.
Строго разработанные аналитические химические процессы для анализа минералов и горных пород (микроскопические химические процессы, анализ размеров). Он исследовал микроскопическими методами кристаллические породы Гарца, диориты Кифхаузера, породы из Миннесоты, фон-дер-Наэ и порфириты из Ильфельда.
Минерал Штренгит был назван в честь него.
В 1892 году он стал членом Леопольдина.
Иоганн Август Штренг умер 7 января 1897 года в Гисене в возрасте 66 лет.

## Политика
с 1873 по 1875 год он был депутатом Первой палаты поместий Великого герцогства Гессен от имени ректора Литейного университета Михаэля Франца Бирнбаума. С 1889 по 1895 год он снова был депутатом Первой палаты (должность канцлера в то время была вакантной). Он принял депутатскую присягу 16 декабря 1873 года.